# Parafia Przemienienia Pańskiego w Mielnie
Parafia pw. Przemienienia Pańskiego w Mielnie – rzymskokatolicka parafia należąca do dekanatu Mielno, diecezji koszalińsko-kołobrzeskiej, metropolii szczecińsko-kamieńskiej. Została utworzona w 1957 roku. Siedziba parafii mieści się przy ulicy Kościelnej.

## Miejsca święte

### Kościół parafialny
Kościół pw. Przemienienia Pańskiego w Mielnie
Kościół parafialny został zbudowany w XIV wieku w stylu gotyckim, poświęcony 1945.